# Abetone Cutigliano
Abetone Cutigliano ist eine italienische Gemeinde mit 1814 Einwohnern (Stand: 31. Dezember 2023) in der Provinz Pistoia, in der Region Toskana.

## Geografie

Lage von Abetone Cutigliano in der Provinz Pistoia

Abetone Cutigliano liegt bei 678 m rund 27 km nordwestlich der Provinzhauptstadt Pistoia und etwa 60 km nordwestlich der Regionalhauptstadt Florenz. Die Gemeinde liegt in der Landschaft des Val di Lima am Fluss Lima und in der klimatischen Einordnung italienischer Gemeinden in der Zone E, 2 901 GG.
Zu den Ortsteilen gehören Abetone, Bicchiere di Sopra, Boscolungo, Casotti, Cecchetto, Consuma, Cutigliano, Doganaccia, Fontana Vaccaia, La Secchia, Melo, Pian degli Ontani, Pian dei Sisi, Pian di Novello, Pianosinatico, Ponte Sestaione, Rivoreta und Serretto.
Die Nachbargemeinden sind Bagni di Lucca (LU), Coreglia Antelminelli (LU), Fanano (MO), Fiumalbo (MO) und San Marcello Piteglio.

## Geschichte
Die Gemeinde entstand am 1. Januar 2017 durch die Zusammenlegung der vorher selbständigen Gemeinden Abetone und Cutigliano. In dem Referendum vom 29. und 30. November 2015 stimmten in Abetone 63,67 % (56,12 % Wahlbeteiligung) gegen den Zusammenschluss, in Cutigliano 91,70 % für den Zusammenschluss (50,32 % Wahlbeteiligung). Trotz des negativen Votums in Abetone beschloss die Commissione Affari istituzionali del Consiglio regionale della Toscana am 12. Januar  2016 die Fusion der Gemeinden. Das Gesetz zur Fusion der beiden Gemeinden ist das Legge Regionale n.1 vom 25. Januar 2016. Das Rathaus befindet sich in Cutigliano.

## Verkehr
Durch das Ortsgebiet führt die Strada Statale 12 dell’Abetone e del Brennero.

## Söhne und Töchter der Gemeinde
- Vittorio Chierroni (1917–1986), Skirennläufer
- Zeno Colò (1920–1993), Skirennläufer
- Celina Seghi (1920–2022), Skirennläuferin